# فورد اف - سلسلة الجيل السادس
فورد اف - سلسلة الجيل السادس (بالإنجليزية: Ford F-Series sixth generation) هي سيارة من صناعة شركة فورد أنتجت في 1973م وتوقف إنتاجها في 1979م.
وهي سلسلة من شاحنات البيك أب والشاحنات التجارية متوسطة الحجم، أنتجتها شركة فورد للسيارات من طرازات 1973 إلى 1979. أنتجتها فورد في أمريكا الشمالية والأرجنتين وأستراليا، وهي الجيل الثالث والأخير من الشاحنات المشتقة من سلسلة فورد F لعام 1965.